# Gamla Uppsala fornlämningsområde

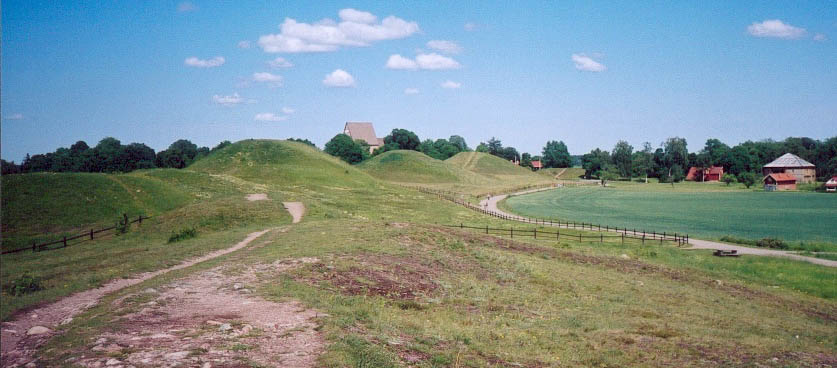
Gamla Uppsala fornminnesområde sett från gravfältet vars större högar (vänster bildkant) ligger i närheten av kungshögarna. Bortom kungshögarna skymtar Gamla Uppsala kyrka bland trädtopparna och till höger syns den låga, flata, Tingshögen.

Gamla Uppsala fornlämningsområde (i folkmun kallad Gamla Uppsala högar) är det samlade begreppet för de monumentala storhögar, gravfält och andra fornlämningar som finns vid Gamla Uppsala. Totalt anses området ha innehållit mellan 2 000 och 3 000 gravar. Området har grävts ut i omgångar sedan 1600-talet, med större utgrävningar under 1840-talet, 1870-talet, 1990-talet och 2010-talet.

## Kungshögarna

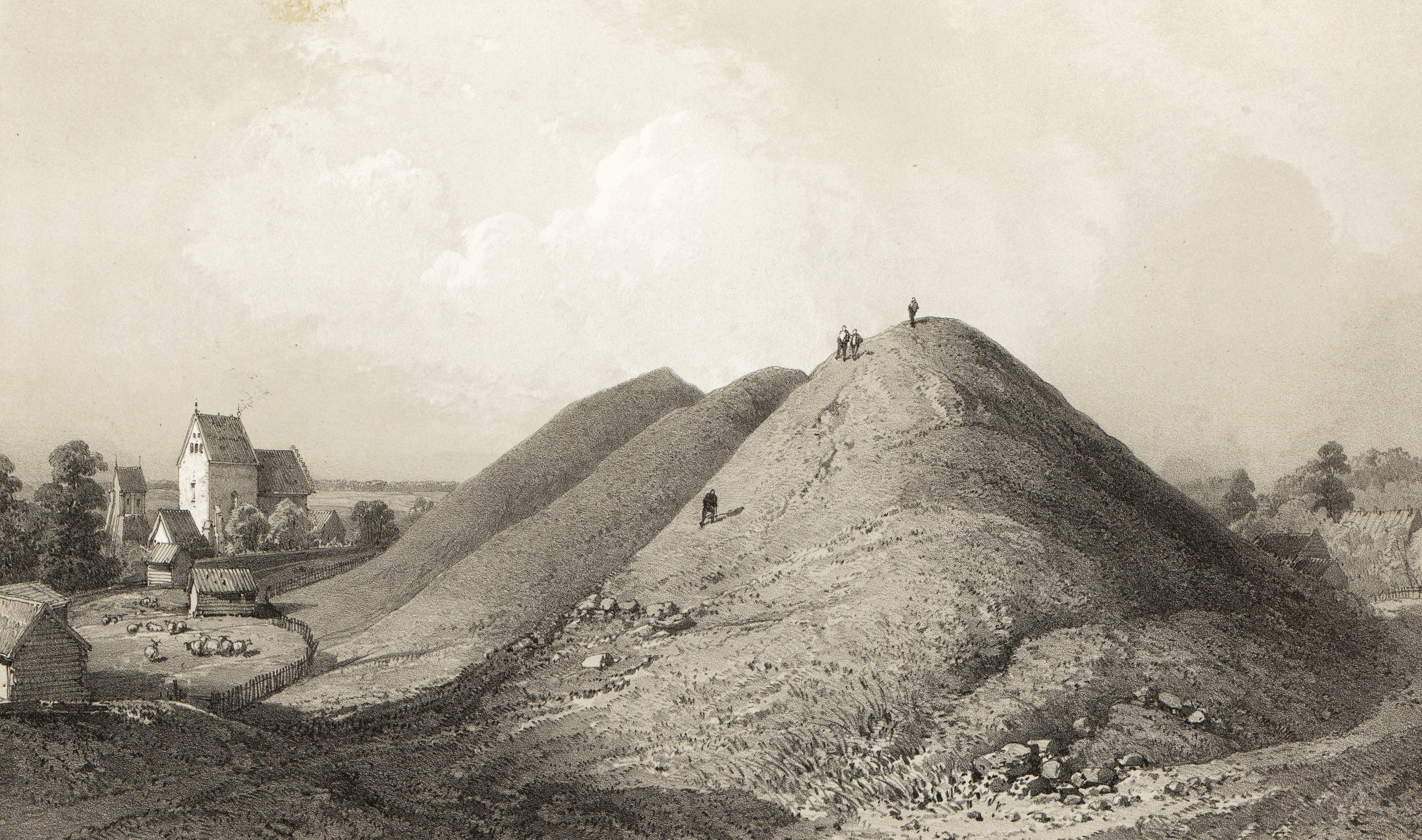
Illustration av Arthus Bertrand före 1852.

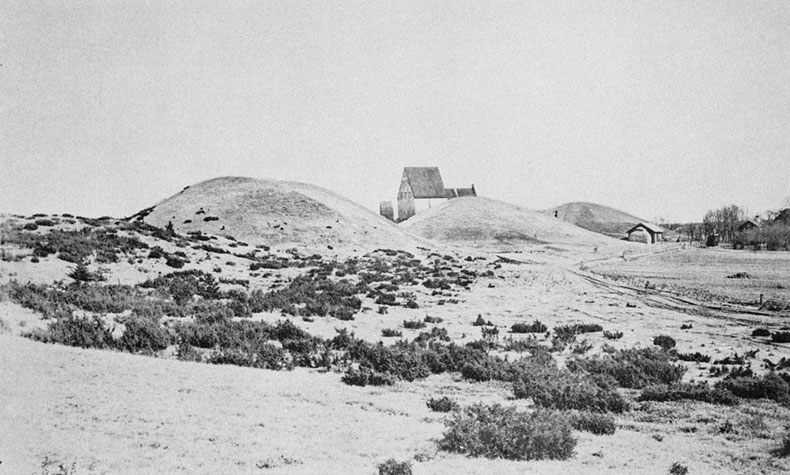
Kungshögarna med Gamla Uppsala kyrka i bakgrunden, 1895.

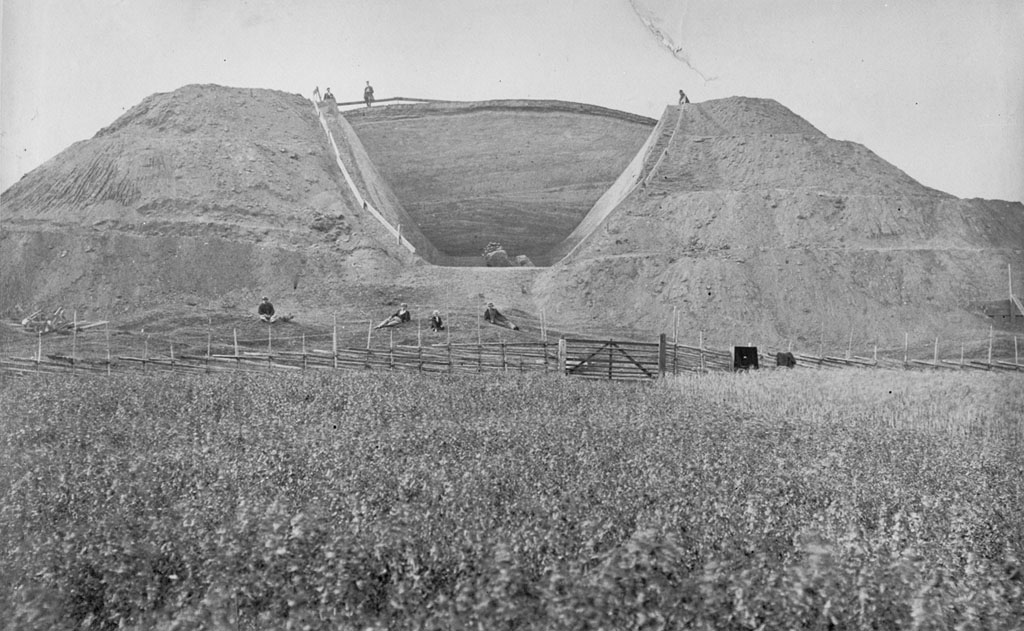
Utgrävningen av Västhögen 1874.

Mitthögen och Östhögen med Gamla Uppsala kyrka i bakgrunden.

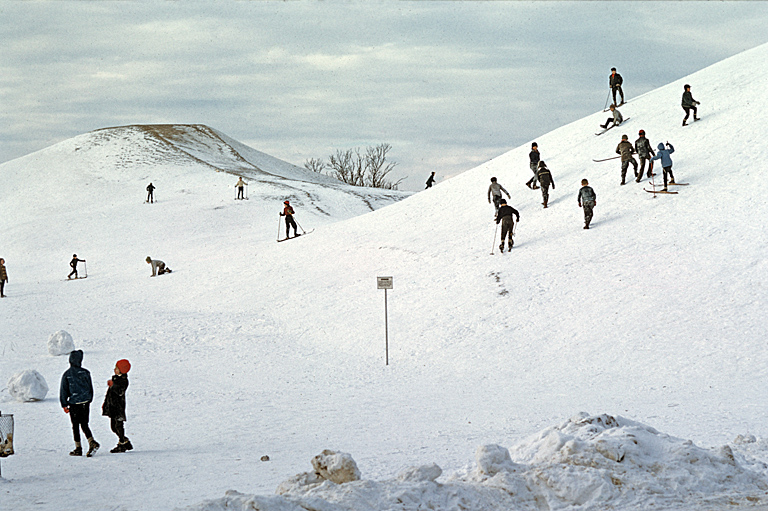
Vintersport på Kungshögarna, 1960-tal.

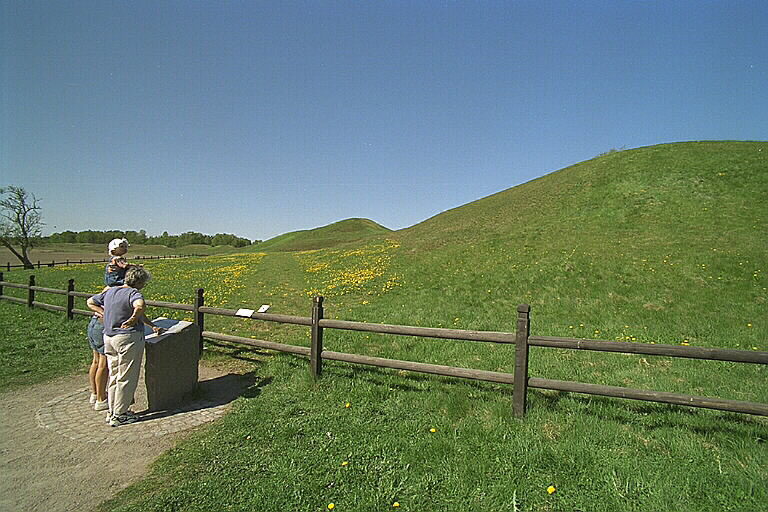
Kungshögarna får numera bara beträdas med guide, foto från maj 1999.

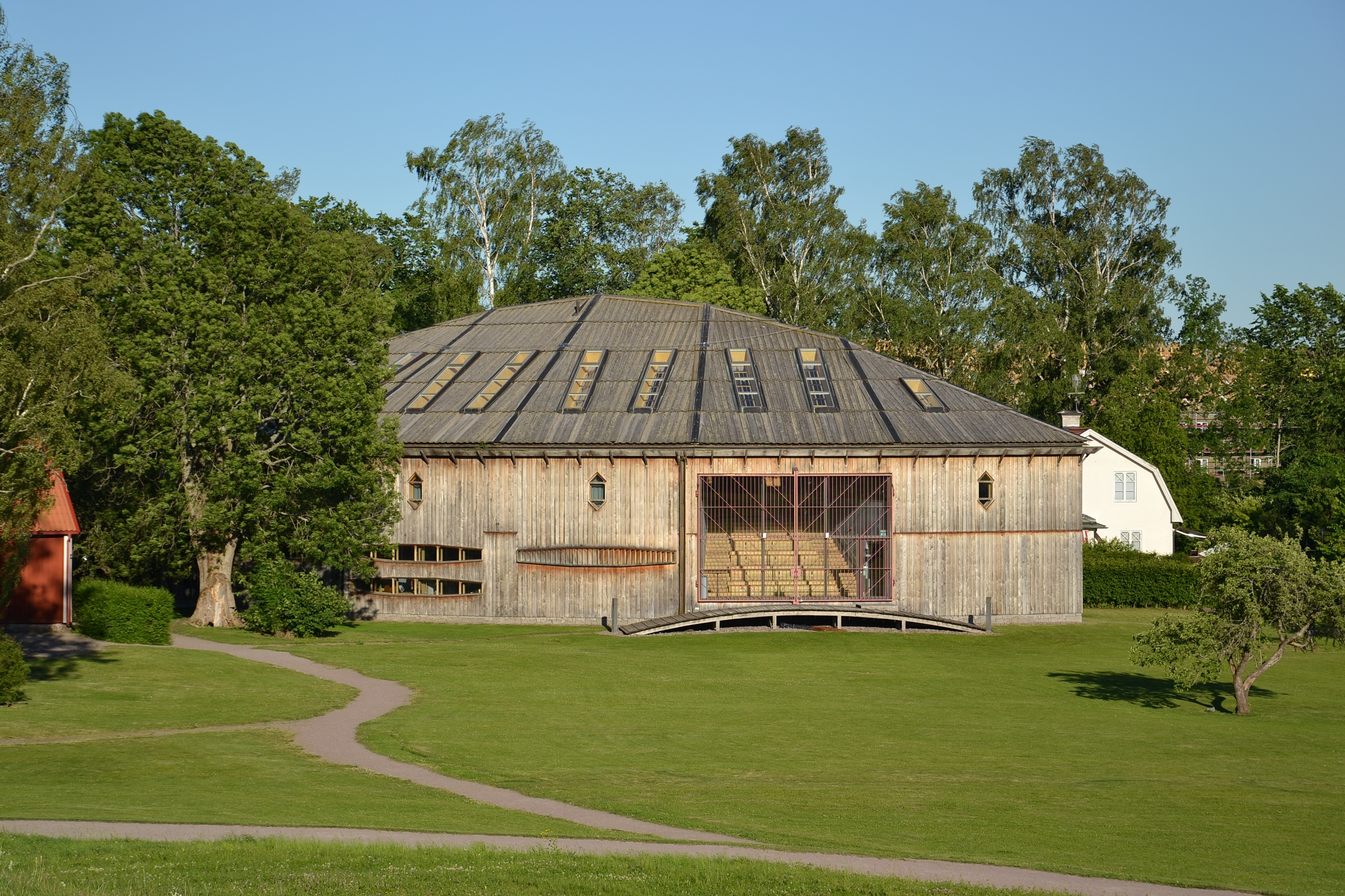
Gamla Uppsala museum ligger sedan år 2000 intill fornlämningsområdet.

De tre största gravarna kallas Kungshögarna. De har tidigare tillskrivits gudarna Oden, Tor och Frej. Birger Nerman argumenterade för att de tillhörde tre sveakungar som nämns i Ynglingatal – Adils, Aun och  Egil. Nu kallas de Västhögen, Mitthögen och Östhögen efter sin geografiska placering. Västhögen ansågs vara Tors, mitthögen Frejs och östhögen Odens.
Högarna är 55–70 meter i diameter och 7–11 meter höga. De är anlagda på Uppsalaåsen, vilken grävts ut för att förstärka effekten av högresningen.
Två av högarna är utgrävda. Östhögen grävdes ut 1846 under ledning av riksantikvarien Bror Emil Hildebrand. Man fann ett kärnröse som täckte en brandgrav. Västhögen grävdes ut 1874 och här var brandgravresterna samlade i ett litet ämbar. Fastän svårt förbrända utmärker sig fynden som ovanligt exklusiva för sin tid, äldre vendeltiden, mellan år 550 och år 625. Särskilt märks fragment av en vendelhjälm med parallell i det brittiska Sutton Hoo-fyndet och en liten guldfiligranmask som en gång troligen suttit på en guldhalskrage.

## Tingshögen
Direkt öster om högarna, intill Gamla Uppsala kyrka, finns Tingshögen. Den är en låg, flat hög och ansågs tidigare vara kung Domars grav. Sedan man konstaterat att högen faktiskt ligger i nivå med den ursprungliga åsytan avfärdades den som gravhög. Radarundersökningar av högen har dock visat att högen trots allt verkar anlagd. Tingshögen kan ha spelat en roll vid det forntida kungavalet. Själva valproceduren skall dock ha förrättats vid Mora stenar några kilometer söder om nuvarande Uppsala, åtminstone i den tid då Tiundaland och Attundaland gemensamt valt kung. Tingshögen skall vid ett tiotal tillfällen ha använts som symbolisk plats av Gustav Vasa vid tal.

## Gravfälten
I direkt anknytning till högarna finns ett gravfält med gravar som dateras till yngre järnåldern. Vikingatida, okremerade gravar har påträffats invid prästgården, och även båtgravar har påträffats. Dessutom har det tidigare funnits flera andra intilliggande gravfält som nu är bortodlade. Gravfältet i sin helhet anses ha rymt runt omkring 2000 gravar, de flesta nu försvunna. På en karta från 1669 kan man räkna 669 stycken. Idag finns cirka 300 kvar.

## Hallbyggnader på kungsgårdsplatån
Direkt nordöst om nuvarande kyrkan ligger kungsgårdsplatån, där utgrävningar visat att flera stora hallbyggnader stått i omgångar. Själva platån har ursprungligen varit lägre, men höjts och fyllts på med fyllnadsmaterial i omgångar, i samband med att äldre hallbyggnader rivits och en ny uppförts på samma plats. Även på åkern öster därom (nu intill järnvägsspåren) har boningshus stått. En vall av något slag har funnits norr om husen, mellan kyrkan och Fyrisån.
Hallbyggnaden som stått på platån är en av de största järnåldersbyggnader man känner till i Skandinavien. Hallbyggnaden har varit av långhustyp med avsmalnande kortsidor, 50–60 meter lång, 12 meter bred och haft en sammanlagd yta av cirka 500 kvadratmeter. Den har mycket stora likheter med den nyligen funna närmare 50 meter långa och 14 meter breda hallbyggnaden på Askahögen norr om Vadstena i Östergötland. Så stora långhus hittas bara på tidens rikaste gårdar (t.ex. i Lejre) där de verkar ha fungerat som offentliga festsalar där religiösa och politiska gästabud firades. Dick Harrison och Kristina Ekero Eriksson har i boken Vikingaliv lagt fram teorin att hallbyggnaden kan vara det gäckande "hednatempel", Uppsala tempel, som Adam av Bremen beskrev. 
Vid utgrävningarna i området 2011-2012 påvisades att byggnaden troligen inte brunnit genom en olyckshändelse, utan bränts ned under rituella former, då deponerade offersymboler i form av större järnspiraler upptäcktes i byggnadens stolphål. Järnspiralerna var inte anfrätta av den kraftiga värme som utvecklats då byggnaden brunnit ned. Hettan från branden har varit så kraftig att lermaterialet i väggarna förvandlats till tegel, och även teglet har i stor utsträckning smält.
Man konstaterade att hallbyggnaden haft dubbla väggar med lerklining emellan, samt 3 meter breda portar på vardera långsida. Detta är inte normalt för större byggnader från tiden, då ingångarna snarast brukar göras små för att spara värme i långhuset. Byggnadens ovanliga utformning och unika storlek, kombinerat med dess läge på en upphöjd platå bredvid kungshögarna, har fått arkeologerna att anta att byggnaden måste haft någon typ av speciell funktion. Byggnaden har utvändigt varit klädd med klovar, eller möjligen vitfärgad med vitslamning.
Flera äldre källor hävdar att en offerlund och en helig brunn från hednatiden skulle ha funnits på platsen men idag finns endast enstaka belägg som talar för lundens existens och inga för brunnen. Den brunn som i vissa källor utpekas har daterats och visat sig vara flera sekler yngre än sin påstådda ålder. Ett antal gåtfulla fynd av människoben har gjorts i området under utgrävningarna 2012. Dels hittades fragment av en skalle i en hög med djurben, dels hittades människoben med bitmärken från hund. En av flera teorier är att benen tagits av en hund som besökt en eventuell offerlund. Detta går än så länge inte att fastställa.

## Grophus
Vid utgrävningarna 2012 upptäcktes ett stort antal grophus öster och sydost om tingshögen. Antalet uppgår till över 30 stycken, och en så stor samling av grophus har inte tidigare påträffats i Sverige. I flera av grophusen hittades spår av hantverk, exempelvis vävning och metallhantering. Liknande samlingar av grophus har hittats vid forntida maktcentra i Danmark och Tyskland, vilket stärker teorin om Gamla Uppsala som ett forntida maktcentrum.

## Nyupptäckt storbyggnad sydost om Tingshögen
Vid utgrävningarna 2012 upptäcktes en större, tidigare okänd byggnad vid Sivs väg, sydost om Tingshögen. Byggnaden har konstruerats med ett antal kraftiga stolpar (c:a 1 meter i diameter) som burit upp den södra gaveln, vilket inneburit att den haft någon typ av monumental överbyggnad eller loft. Stolparna har bytts flera gånger under byggnadens historia. Byggnadens funktion är inte klarlagd, men liknande byggnader har tidigare hittats i Barksta utanför Köping, och i Björkgärdet i Rasbo socken i Uppland.

## Likbål
En välbevarad rest av ett likbål upptäcktes i området 2012. Fynd av bevarade likbål är ovanligt. Vid platsen för likbålet hittade arkeologerna både välbevarade rester av trästockar, och förkolnade rester av människoben, samt ben från häst och hund. Benresterna var inte fullständigt förbrända, och detta gällde särskilt djurbenen, som alltså tycks ha placerats längre från härdens mitt.

## Mathållning
Fynd av ben från nöt, svin, lamm och get har gjorts i området. Det är även belagt att hästkött varit en naturlig del av mathållningen. Många av de får och hästar som konsumerats har uppnått ansenlig ålder, och har alltså inte i första hand hållits som slaktdjur, utan istället som nyttodjur av olika slag. Vilt i form av älg, rådjur och även trana har konsumerats, vilket tyder på att området varit en högreståndsmiljö. Fynd från 2012 visar också att man ätit torsk och strömming, trots att dessa saltvattensfiskar måste ha fraktats några mil från kusten.

## Stenrad söder om kungshögarna
Fundamenten till en stenrad upptäcktes cirka 1 kilometer söder om kungshögarna 1996, men det var först under utgrävningarna 2011-2012 som man förstod stenradens omfattande utsträckning, genom nya fynd. Stenraden tycks ha omgärdat en stor del av fornlämningsområdet. Det finns olika teorier om stenraden: antingen kan den markera en monumental väg, eller så kan den markera en avgränsning av området, liknande en gles mur (ett så kallat viband). Strax söder om samtliga stenfundament har brandhärdar hittats, vilket tyder på att stenarna varit belysta. Märkligt nog nämner Adam av Bremen att "en flammande kedja" som ska ha omgärdat Gamla Uppsala, men för att reda ut om stenraden verkligen omsluter hela området behövs ytterligare utgrävningar.
De stenar som stått i fundamenten är försvunna, och finns heller inte utmarkerade på 1600-talets kartor. Fundamenten är dock kraftiga, och sammanpressningen av jorden under fundamenten visar på att mycket stora stenar (av typen rest sten) varit placerade i fundamenten. Genom fynd av en hästtand har stenfundamenten kunnat tidsbestämmas till tiden kring 600 e.Kr, i början av vendeltiden.